# 鲁杜勒河
鲁杜勒河（法語：Roudoule，法語發音：[ʁudul]）是法国普罗旺斯-阿尔卑斯-蓝色海岸大区滨海阿尔卑斯省的河流，是瓦尔河的左支流，长14.2千米，发源自欧瓦尔，于皮热泰涅流入瓦尔河。